# جاکشی پروانه
جاکشی پروانه (به انگلیسی: To Pimp a Butterfly) سومین آلبوم استودیویی هنرمند اهل ایالات متحده آمریکا، کندریک لامار است که در ۱۵ مارس ۲۰۱۵ توسط «تاپ داوگ اینترمنیت»، افترمث و اینتراسکوپ رکوردز منتشر شد. آلبوم در استودیوهای سرتاسر آمریکا، با تهیه‌کنندگی "گروه سَاون ویو"، "تراس مارتین"، «تَز "تی$ا" آرنولد»، "تاندر کَت"، "راکی"، "لاو دراگون،"، "فلاینگ لوتس"، فارل ویلیامز، "بوی-1دا" و چند تن از تهیه کنندگان سرشناس دگر هیپ-هاپ؛ ضبط شد. همچننین، دکتر دره و "آنتونی "تاپ داوگ" تیفث" مدیر اجرایی تولید آلبوم هستند.
آلبوم ترکیبی از عناصر، جاز آزاد، فانک، سول، بیان کلمات و آوانگارد است؛ مفهوم آلبوم دربارهٔ تنوع سیاستی و برداشت شخصی هنرمند از موضوعاتی مانند: جامعه آمریکایی-آفریقایی، نابرابری‌های نژادی، افسردگی و تبعیض سخن می‌گوید. این آلبوم سیاسی‌ترین، اثر کندریک لامار است.
این آلبوم در چارت‌های، استرالیا، آمریکا، بریتانیا، در رتبه اول و در چارت‌های اسکاتلند، ایرلند، نروژ، هلند، دانمارک، فلاندرز، سوئیس، جزو ده آلبوم اول قرار گرفت.